# Moerbeke-Anders
Moerbeke-Anders was een lokale oppositiepartij in de gemeente Moerbeke, in 1993 ontstaan uit alle lokale partijen (behalve Open Vld en Vlaams Belang). Al sinds 1847 heeft Open Vld een absolute meerderheid in de gemeente. Sinds de stichting van het kartel probeert men de liberale meerderheid te breken, hoewel dit tijdens de verkiezingen van 1994, 2000 en 2006 mislukte.
In 2009 kwamen er heel wat problemen binnen de partij. Eind 2009 verlieten de SP.A-raadsleden de partij, en begin maart 2010 kondigde ook CD&V aan om uit de partij te stappen. In 2011 informeerde ook de N-VA een lokale afdeling op te richten, en aldus als aparte partij op te komen bij de gemeenteraadsverkiezingen van 2012. Daardoor was er geen toekomst meer voor de partij en werd ze ontbonden.